# Put It On
Put It On è il primo singolo estratto da Lifestylez ov da Poor & Dangerous, primo album del rapper statunitense Big L. Pubblicato nel 1994, è prodotto da Buckwild. Nel 1995 entra nelle classifiche statunitensi.

## Tracce
1. Put It On (Main Mix) – 3:36
2. Put It On (Instrumental) – 3:37
3. Put It On (Radio Edit) – 3:38
4. Put It On (A capella) – 3:12

## Classifiche
| Classifica (1995)        | Posizione massima |
| ------------------------ | ----------------- |
| US Hot R&B/Hip-Hop Songs | 81                |
| US Hot Rap Songs         | 23                |